# Chemin de fer de Corbigny à Saulieu
Le chemin de fer de Corbigny à Saulieu a circulé  entre Corbigny (Nièvre) et Saulieu (Côte-d'Or) de 1901 à 1939, sur une ligne construite à voie métrique . Il était surnommé  Le tacot du Morvan .

## Historique

### Le projet
Le projet d'un chemin de fer secondaire desservant le Morvan a été envisagé à l'époque par les autorités et personnalités influentes de la Nièvre à la fin du XIXe siècle.
Le  but est de désenclaver le massif en facilitant l'accès au réseau du PLM. L'utilisation de la voie étroite permet de réduire sensiblement les terrassements et les ouvrages d'art et aussi le coût des travaux dans une région au relief accidenté. 
L'objectif principal est d'acheminer les marchandises vers le Morvan et de faciliter le transport du bois, du granit ou des différents produits de la région vers le réseau ferré du PLM ou le réseau  fluvial. En complément, il doit assurer le transport des voyageurs.

### Concession et travaux
Un  chemin d'intérêt local de Corbigny à Saulieu et de Corbigny à Chitry-les-Mines » est concédé à MM. Denèfle, Claverie et Boixo, par la loi du 11 août 1897. Le décret du 15 novembre 1901 transfère la concession à la Compagnie des chemins de fer de la Nièvre.
Les travaux sont entrepris dès la fin du siècle, sur un parcours reliant la gare PLM de Corbigny dans la Nièvre à celle de Saulieu en Côte-d'Or. Une extension au-delà de Corbigny vers Chitry-les-Mines permet d'atteindre le canal du Nivernais. La ligne est concédée par le département de la Nièvre à La Compagnie des Chemins de Fer de la Nièvre qui exploite et entretient à cette époque le matériel roulant, l'infrastructure dont 25 gares ou haltes.

### La construction de la ligne
Le premier tronçon Corbigny - Lormes - Ouroux est mis en service le 4 août 1901. Deux ans plus tard, le 1er juillet 1903, la totalité de la ligne est en service entre Chitry-les-Mines et Saulieu.

### L'exploitation
Les trains sont mixtes. Ils comprennent des voitures à voyageurs de première et deuxième classe
et des wagons de marchandises.
Quatre trains circulent chaque jour dans les deux sens, entre Corbigny et Saulieu de 5h à 19h. Le trajet dure environ quatre heures à une vitesse moyenne de 20 km/h. 
En 1935, un essai d'automotrice est réalisé  sans résultat.

### La fermeture
Le développement des transports  automobiles affectés aux transport des voyageurs et aussi celui des camions pour les marchandises, comparé au  coût d'entretien des voies ferrées, du matériel et des divers accidents survenus sur la ligne, ont entrainé sa fermeture  le 15 mars 1939.
La plupart des gares ont subsisté. Certaines vendues, transformées ou aménagées. Le tracé de la ligne est encore visible en divers endroits sous forme de chemins ou bien repérable par l'alignements des arbres. Certaines routes ont repris l'emprise de la voie ferrée, lors de leurs réfections .

## Les gares et haltes

Carte détaillée du tracé de la ligne de chemin de fer de Corbigny à Saulieu.

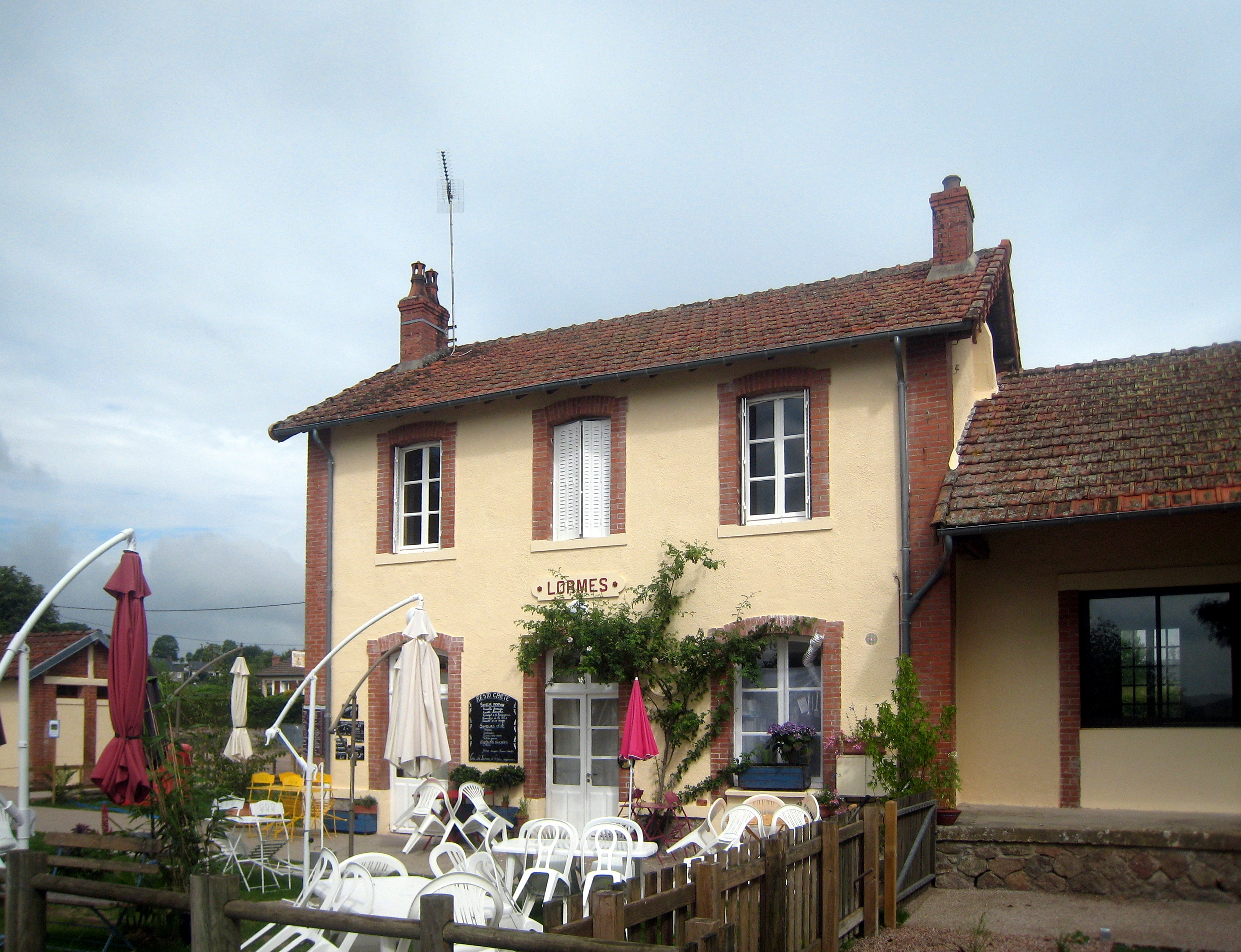
L'ancienne gare de Lormes, reconvertie en café-restaurant.

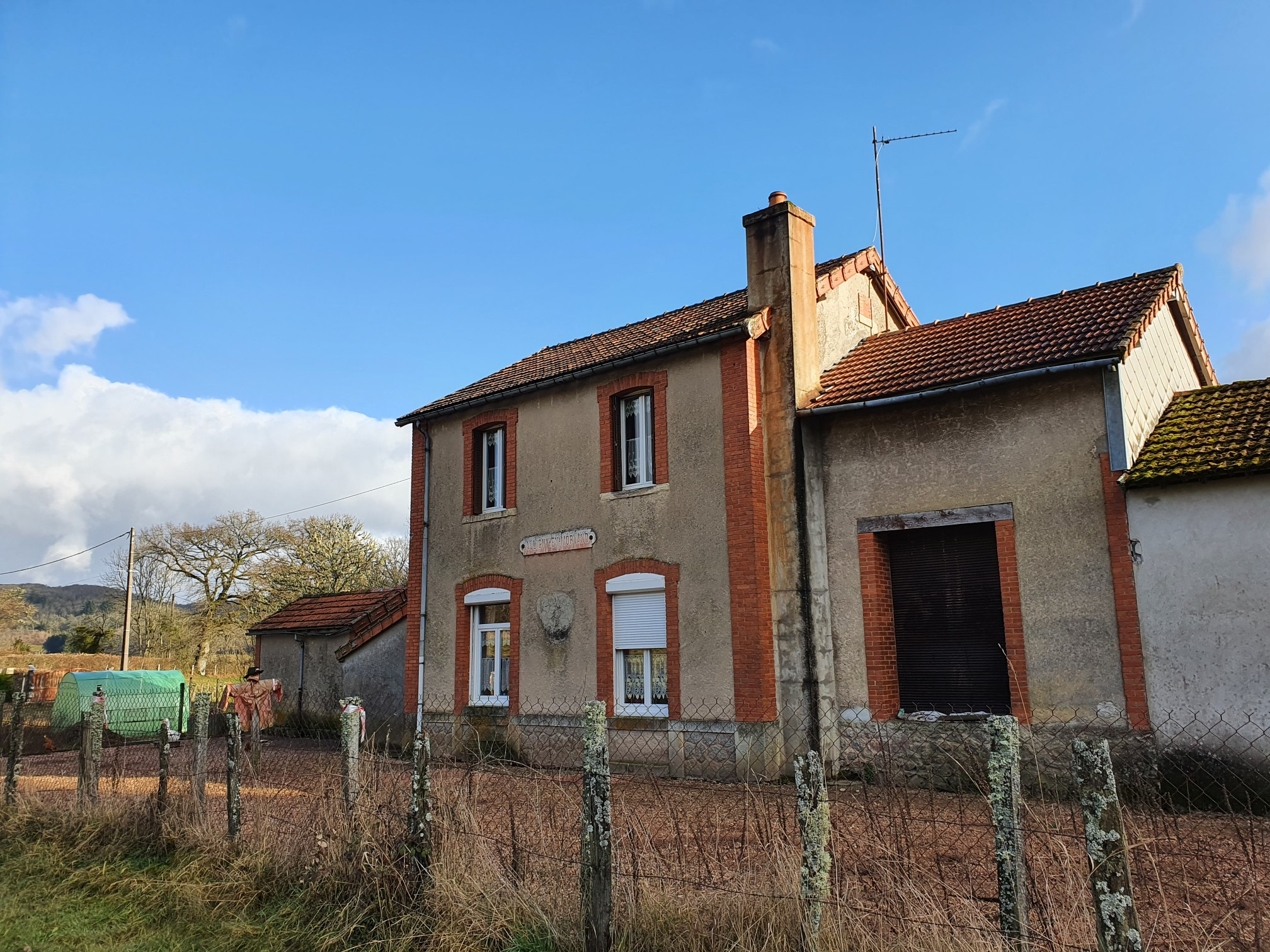
L'ancienne gare d'Alligny-en-Morvan.

- Chitry-les-Mines
- Corbigny
- Cervon
- Planvoy
- Lormes
- Sommée
- Brassy-Gâcogne
- Razou
- Chamerelle
- Ouroux
- Cœuzon-Savelot
- Montsauche-les-Settons
- Les Settons
- Le Cerney
- Montsermage
- Moux
- Chassagne
- Jarnoy
- Alligny-en-Morvan
- Champcommeau
- Fétigny
- Saint-Léger-de-Fourches
- Montivent
- Le Fourneau
- Saulieu